# Grivița (okręg Jałomica)
Grivița – wieś w Rumunii, w okręgu Jałomica, w gminie Grivița. W 2011 roku liczyła 2366 mieszkańców.